# 公沙穆
公沙穆（？—？），字文乂，北海郡膠東縣（今山東省平度市）人。東漢遼東屬國都尉。

## 生平
公沙穆家裡很窮，兒時不喜歡玩耍，長大後學習《韓詩》、《公羊春秋》，研究《河圖》、《洛書》等推算天象曆法之術。公沙穆住在建成山中，依樹林做房子，獨自住在裡面。一日狂風雷鳴，屋外有聲音呼喚公沙穆，先後三次，公沙穆沒有答話。一會兒，聲音從窗外進入屋中，聲音特別詭異，公沙穆照常誦讀經書，最終沒什麼怪異之處。當時的人們覺得公沙穆很奇特。後來公沙穆在東萊山隱居，求學的人慕名從遠方而來。

### 公沙穆賣豬
公沙穆曾養豬，豬生了病，公沙穆派人到市場去賣豬。公沙穆吩咐說：『如果賣出去，一定要告訴買豬的人，這是一頭病豬，必須降價出售。不能隱瞞說豬沒病，不可以多賺不義之財。』賣豬的人到了市場售賣豬，沒有跟買主說是病豬，錢也多了許多。公沙穆覺得奇怪，了解原因後，拿出一半賣豬得來的錢，追上買豬的人要把多餘的錢還給他，公沙穆告訴買主說：『豬確實生了病，我只想賤價賣出。沒想到賣豬的人欺瞞您，賣了個高價。』買主說買賣私約早已決定而不肯收所退的錢。最終公沙穆還是把錢退給了買主。

### 杵臼之交
公沙穆來京師遊太學，但沒有那麼多費用就學。於是公沙穆到吳祐家做舂米工人。吳祐與公沙穆攀談後大爲驚異，吳祐便和公沙穆在杵臼前成為朋友。「杵臼之交」後來引伸為交朋友不分貴賤。

### 以廉立身
有位有錢人王仲，產業值千金。對公沙穆說：「當今的時代，都用財貨來通行無阻，我送百萬給您當作資金，如何？」公沙穆回答：「您的來意太厚重了，但能否得到富貴在於天意，用財貨謀求官位，我不忍心。」

### 勸諫劉敞
公沙穆被推舉為孝廉，經過考核，成績優秀而任主事，後升任繒國之國相。當時的繒侯劉敞，是東海恭王的後代，劉敞時常做違法的事情。廢嫡立庶，傲慢放縱。公沙穆上任後，拜見劉敞說：「臣剛被任命的那天，京師的人都跟我說『繒國有兇惡的侯』，以此向臣慰問。明侯是甚麼原因導致名聲如此敗壞？傳承先人的身體，繼承封國的重任，不戰戰兢兢，反而違反法度，所以朝廷派臣前來輔佐。希望明侯能改掉以往的錯誤、修補未來，自求多福。」於是上書沒收劉敞所侵佔的官吏、百姓的田地，廢劉敞的庶子，重新立嫡子為繼承人。劉敞的奴僕、幼奴有犯法的都被收捕審問。公沙穆還苦諫劉敞。劉敞哭著感謝公沙穆，大多聽從公沙穆的規勸。

### 明曉占候
公沙穆升任弘農令。縣界有螟蟲（螟蛾）吃莊稼，百姓畏懼。於是公沙穆設祭壇謝罪說：「百姓有過錯，起因是我公沙穆，請允許我以自身祈求。」結果下了一場暴雨，大雨停止後，螟蟲自行消亡，百姓都稱公沙穆爲神明。永壽元年（公元155年），連續降大雨，三輔以東全部被淹沒。公沙穆通曉氣象，提前就告訴百姓讓他們遷往高地躲避，所以弘農的人幸免於難。 
後來公沙穆遷任遼東屬國都尉，深得官吏百姓歡心。六十六歲在任內去世。五個兒子都很出名。五子公沙紹、公沙孚，公沙恪，公沙逵、公沙樊人稱公沙五龍。

## 延伸阅读
[在维基数据编辑]
 《後漢書/卷82下》，出自范晔《後漢書》